# Parque rural de Betancuria
El parque rural de Betancuria  es un espacio natural protegido español situado en la isla de Fuerteventura, Canarias. La mayor parte del se encuentra en el municipio de Betancuria. 

## Información
El parque rural de Betancuria es un espacio protegido por sus valores geomorfológicos y etnográficos. Dentro del parque rural existen áreas de sensibilidad ecológica, como el monumento natural de Ajuy y las zonas de uso general y restringido.

## Situación geográfica
Se localiza en el sector centro-occidental de la isla. Su superficie de 16.544,3 hectáreas abarcan principalmente el municipio de Betancuria además de los de Puerto del Rosario, Antigua, Pájara y Tuineje. En el interior del parque rural se localiza el monumento natural de Ajuy.

## Antecedentes de protección
Declarado por la Ley 12/1987, de 19 de junio, de Declaración de Espacios Naturales de Canarias como parque natural de Betancuria y reclasificado por la Ley 12/1994, de 19 de diciembre, de Espacios Naturales de Canarias como parque rural, quedando incluido en el mismo el “monumento natural de Ajuy”.
Se incluye como Zona de Especial Protección para las Aves (ZEPA) en la Red Natura 2000, según lo establecido en la Directiva Europea 79/409/CEE relativa a la Conservación de la Aves Silvestres. Con la entrada en vigor del Decreto Legislativo 1/2000, de 8 de mayo, la reclasificación contenida en la Ley 12/1994, de Espacios Naturales de Canarias no ha sido modificada, reflejándose la misma descripción. Ya en 2009 se produce la aprobación definitiva que aparece recogida en los boletines 2009/078 de 24 de abril de 2009 y 2009/093 de 18 de mayo de 2009, dónde se recoge el Plan Rector de Uso y Gestión del parque rural de Betancuria.

## Valores naturales

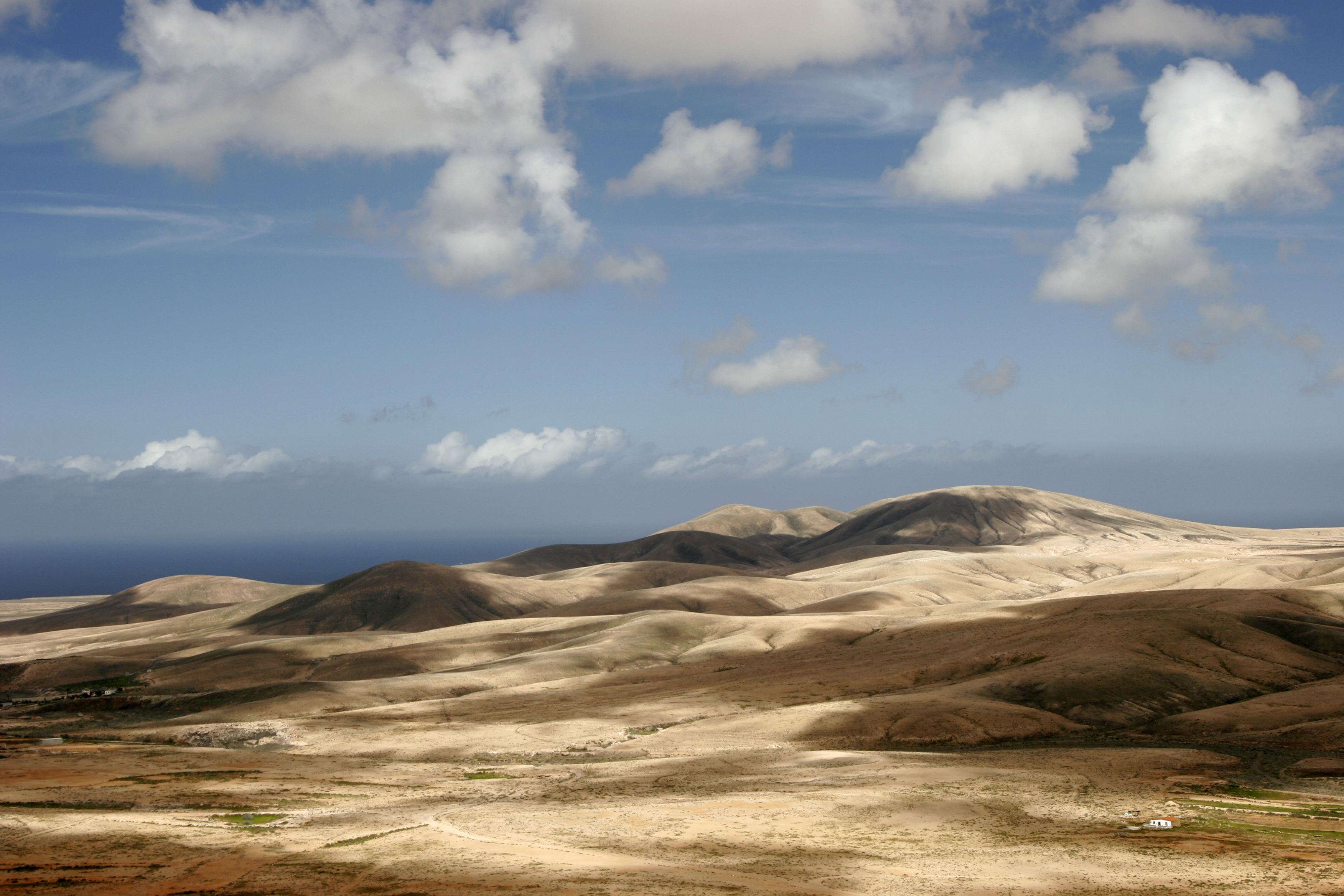
Vista del parque.

El macizo de Betancuria constituye uno de los más espectaculares afloramientos del Complejo Basal Insular, con un elevado valor científico y paisajístico. Se localizan además en este Macizo importantes depósitos de materiales antiguos, con sedimentos oceánicos y fósiles de animales marinos desaparecidos, que constituyen en la actualidad el Monumento Natural de Ajuy.
En su conjunto, se trata de un paisaje de gran belleza donde se compatibilizan los usos tradicionales con los valores naturales. En los peñascos y macizos montañosos la vegetación destaca por la presencia de endemismos majoreros, canarios y macaronésicos donde encontramos especies como la tabaiba dulce (Euphorbia balsamifera), el jorjao (Asteriscus sericeus) y la cuernúa (Caralluma burchardii). En laderas y barrancos se concentran palmeras (Phoenix canariensis) y tarajales (Tamarix canariensis y Tamarix africana). Por otro lado hábitats particulares como la Presa Peñitas y Los Molinos adquieren  gran interés faunístico por la presencia de aves autóctonas como el guirre majorero (Neophron percnopterus majorensis), el canario (Serinus canaria) y el herrerillo (Cyanistes caeruleus) y migratorias como el tarro canelo (Tadorna ferruginea) y la cerceta pardilla (Marmaronetta angustirostris).
Las especies animales más frecuentes son los arácnidos, insectos, anfibios, reptiles, gran variedad de aves, mamíferos como cabras, ardillas, ratones, murciélagos, erizos y conejos. En zonas costeras habitan aves marinas y limícolas como la gaviota,  la pardela, etc. En la presa de Las Peñitas nidifican la polla de agua y la focha común.

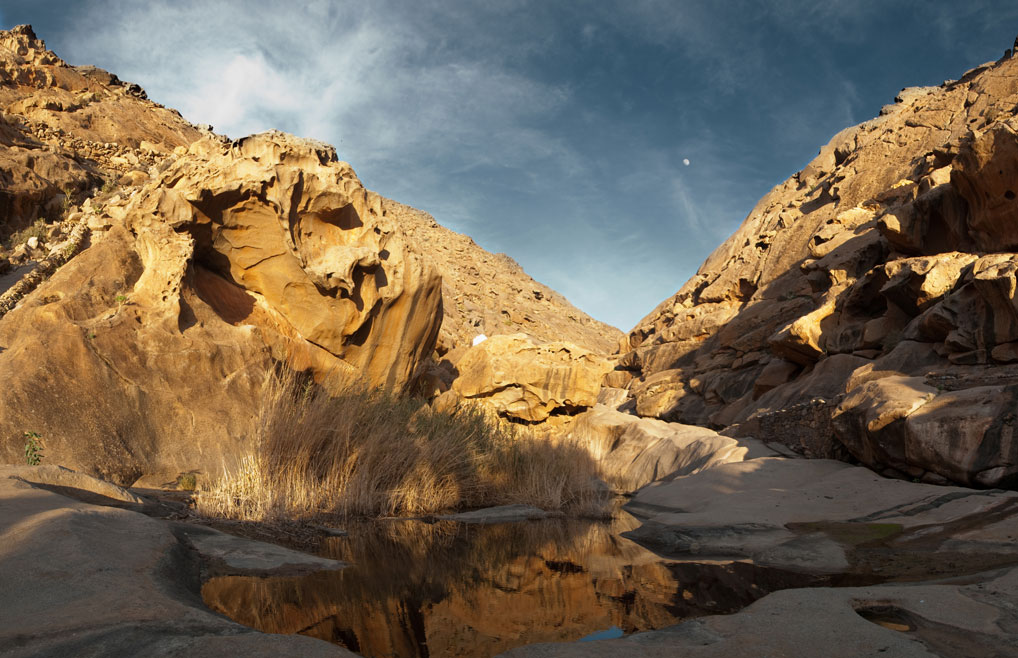
Las Peñitas.

En este espacio confluyen afloramientos del Complejo Basal de la isla y coladas de series volcánicas subaéreas. El paisaje se caracteriza por su peculiar cromatismo, por la alternancia de lomos de aspecto suave con barrancos en forma de U y la presencia de estribaciones montañosas de considerable envergadura en el contexto insular, como Morro Velosa (669 m) y Morrro de la Cruz (676 m), Gran Montaña (708 m), Morro Jana (764 m).
A lo largo del parque rural se encuentra estructuras y elementos de carácter etnográfico como gavias, nateros, sistemas de riego, norias, hornos de cal, corrales, gambuelas, caserones, etc., que reflejan a transformación cultural del paisaje a lo largo del tiempo.
Los peñascos y montañas son el hábitat de varias plantas, existiendo especies rupícolas amenazadas y protegidas. Entre las especies introducidas destaca el mimo (Nicotiana glauca) y la población de pinos conocida como Pinar de Betancuria. La vegetación de las lomas de menor altitud se caracteriza por un tapiz herbáceo poco denso y de extensión limitada, pocos árboles y un matorral formado principalmente por aulagas, cardones, salados y tabaibas. En los fondos de barranco se encuentran tarajales, palmeras, cañas, juncos, etc.

## Usos y actividades
Usos permitidos:
- Actividades científicas y de conservación del medio natural.
- La actividad de senderismo por libre y en grupos reducidos, ligados a sendas, caminos y pistas existentes para ello.
- El tránsito de vehículos a motor por vías asfaltadas.

Usos prohibidos:
- La introducción en el medio natural de especies no autóctonas de la fauna y flora, así como la liberación o abandono de especies domésticas.
- La práctica de la acampada y el campismo.
- El tránsito de vehículos a motor campo a través.
- La persecución y captura de animales de especies no incluidas como cinegéticas.
- La quema de objetos, el vertido de residuos
- La alteración, destrucción, extracción, recolección o saqueo, que impliquen la degradación pérdida del patrimonio arquitectónico, histórico, etnográfico y arqueológico.
- La apertura de nuevas pistas o carreteras u otro tipo de vías de comunicación.
- La realización, por cualquier procedimiento, de inscripciones, señales, signos y dibujos en piedras, árboles y cualquier otro elemento.

Usos autorizables:
- Senderismo organizado por empresas propias de turismo sectorial, asociaciones u otros colectivos, ligados a sendas, caminos o pistas existentes.
- El marisqueo y la pesca recreativa con caña desde la costa.
- Tránsito de vehículos no motorizados por vías no asfaltadas.
- Concentraciones y actos públicos.
- Actividades recreativas, educativas, didácticas o deportivas realizadas por personas físicas jurídicas con ánimo de lucro.
- Actividades científicas.